# Бахлыков, Пётр Семёнович
Пётр Семёнович Бахлыко́в (1932—1999) — самобытный художник, писатель и краевед, основатель Угутского краеведческого музея. Заслуженный работник культуры РСФСР (1990).

## Биография
Родился 10 октября 1932 года в деревне Вахлово Сургутского района. В 1960 году Бахлыков с женой Антонидой Владимировной Бахлыковой  сыном Леонидом и дочерью Евгенией переехали в Угут, где Пётр Семёнович работал в Тауровском отделении промыслово-охотничьего хозяйства техником-лесоводом, затем егерем, заведующим производством.
В конце 1960-х — начале 1970-х годов П. С. Бахлыков увлекся краеведением. Один из первых в Сургутском районе он постарался собрать и сохранить исчезающие элементы хантыйской культуры. Многочисленные экспедиции и дружеские поездки по юртам, в которых у Петра Семёновича было много знакомых, позволили ему собрать богатейшую коллекцию предметов быта и музыкальных инструментов юганских ханты. Собранная им коллекция предметов культуры и быта ханты легла в основу открытого 23 июня 1979 года Угутского краеведческого музея.
Живопись всегда привлекала П. С. Бахлыкова. Как он писал в автобиографии: «Ещё в детстве потянулся к рисованию… На чём только не рисовал! На песке, на снегу, на старых книгах…». В 1973 году, уже сорокалетним, Пётр Семёнович рискнул скопировать маслом картину В. Васнецова «Богатыри». Упоение от цвета, от запаха краски, от сознания того, что «это мои руки творят такое» позволило ему два года «художничать на досуге», для себя, что называется «для души». Всё свободное время он отдавал любимому занятию. Упорно и настойчиво искал свою манеру письма, своё понимание мира и человеческого характера. В 1975 году прошла первая выставка П. С. Бахлыкова — в Угутском клубе, затем были выставки в Сургуте, Ханты-Мансийске, Тюмени и Москве. В 1995 году прошла выставка в Лиссабоне (Португалия).
Вдумчивый и наблюдательный, наделённый даром слова Пётр Семёнович часто публиковал статьи по истории края. Прежде всего его интересовали проблемы культуры и быта коренного населения. В 1996 году выходит его первая книга «Юганские ханты», где автор знакомит читателей с историей родного края, даёт описание культуры и хозяйства ханты. В 1997 году вышел роман «Медвежья падь». Это художественное произведение о родной деревне Вахлово в период бурных событий конца XIX — первой половины XX веков.
За 26 лет своей художественной деятельности П. С. Бахлыков создал более ста тридцати картин, которые еще при его жизни увидели посетители 19 выставок.
Умер 16 мая 1999 года в селе Угут.

## Прижизненные выставки П. С. Бахлыкова
- 1974 — с. Угут
- 1975 — г. Тюмень, г. Ханты-Мансийск
- 1978 — с. Угут
- 1980 — г. Сургут, г. Ханты-Мансийск, г. Москва (ВДНХ)
- 1987 — г. Ханты-Мансийск
- 1988 — г. Москва
- 1989 — г. Сургут
- 1990 — г. Сургут, г. Нефтеюганск
- 1991 — г. Тюмень
- 1993 — с. Угут
- 1995 — с. Угут, Португалия г. Лиссабон (Португалия)
- 1996 — г. Сургут
- 1999 — с. Угут, п. Белый Яр

## Награды П. С. Бахлыкова
- 25 мая 1988 г. — Медаль «За освоение недр и развитие нефтегазового комплекса Западной Сибири»
- 12 мая 1989 г. — Медаль «Ветеран труда»
- 1 августа 1989 г. — Значок «За отличную работу» от Министерства Культуры СССР
- 25 апреля 1990 г. — Присвоено почётное звание «Заслуженный работник культуры РСФСР»
- 22 марта 1995 г. — Юбилейная медаль « 50 лет Победы в Великой Отечественной войне 1941 −1945 гг.»
- 7 декабря 1995 г. — Присвоено почётное звание «Заслуженный деятель культуры» ХМАО
- 23 декабря 1998 г. — Присвоено звание «Почётный гражданин Сургутского района» с занесением имени в «Книгу Почёта и Памяти» Сургутского района

## Память
Имя П.С. Бахлыкова носит созданный им краеведческий музей в селе Угут, где проводятся "Бахлыковские чтения", посвященные исследованиям юганской земли.